# 老中
老中（ろうじゅう）は、江戸幕府に常設された最高職。2万5000石以上の譜代大名から任用され、複数名が月番制で政務を執ったが、筆頭者（老中首座）は事実上の執政として幕政を主導した。
なお、諸藩で通常藩政を統括する者を家老というが、藩によって名称や職制はさまざまであり、老中と呼ぶところもあった。

## 沿革
三河時代の徳川家でその家政を司った年寄（としより）に由来する。年寄を「老」一字で表し、これに「集団の一同、全体」を意味する「中」（家中、氏子中、連中、惣中、村中などに同じ）を付け、本来は複数の宿老からなる総体を指した。『徳川実紀』には宿老とも書かれている。当初は御年寄衆と呼ばれており、旗本の間ではこの呼称で定着した。老中奉書（幕府の命令書）に署名・花押を加えて発出することから加判の列ともいった。
寛永11年（1634年）から慶安2年（1649年）までの間、3代将軍徳川家光の側近を登用して六人衆という職が置かれ、日常の雑務を取り扱った。そのうち4人が老中に昇進したことでいったん老中の職掌に吸収されたが、寛文2年（1662年）に若年寄が設置されて旗本・御家人の支配、江戸城中の管理といった徳川家の家政を担当し、老中は大名支配等の国政を担当するという幕政の基本的な分担体制が整った。
江戸時代後期に成立した『徳川実紀』においては、寛永12年（1635年）10月に「松平信綱・阿部忠秋、堀田正盛らがそれまでの小姓組番頭の兼帯を解かれて、土井利勝や酒井忠勝と共に奉書に加判せよといわれた」とあり、実紀ではこの任命の記事の後に注をつけて「これは今いわれている老中であって、大老の奉書に加判することである。ただし信綱は、これより先きにも連署していたということだ」としている。

## 職務・任用
老中は、大目付・町奉行・遠国奉行・駿府城代などを指揮監督し、朝廷・公家・大名・寺社に関する事柄、知行割りについてなどを統轄した。定員は4人から5人で、普段の業務は月番制で毎月1人が担当し、江戸城本丸御殿にあった御用部屋と呼ばれる部屋を詰め所・執務室とし、重大な事柄については合議した。また、外部に漏れてはいけない重要なことを話し合う時には盗聴（当時は盗聴器はないので床下や天井裏、外からの盗み聞き）をされないよう、さらに文書として証拠も残らない最善策として御用部屋に置かれていた囲炉裏の灰の上に筆談をした。実際には担当ではない者も月番の者と同じように、重要な事柄を合議・処理をしたりしていた。また、諸大名の統治も職務としており将軍の命令を老中奉書で大名に下達した。担当大名と幕府の間を事前に調整･指導して取り持つ取次の老中と呼ばれる立場のものもいた。
将軍を首相に喩え、老中を閣僚と看做すようなむきがあるが、上記の通り実際にはかなり異なる。老中は政務全般を担当し、月番交代ないし協議しており、現在の閣僚のような政務の分掌は行っていない。江戸幕府の制度では政務の分掌は各奉行レベルによってなされた。しかし、後に1人を老中首座とも呼ばれる勝手掛老中として財政を専任させ、老中の筆頭として政治を行った。この他、時によって西の丸老中を置いた。西の丸老中は幕政には関与せず、もっぱら西の丸に居住する大御所や将軍嗣子の家政を総括していた。慶応3年（1867年）に幕末の幕政改革で月番制を廃止し、国内事務・会計・外国事務・陸軍・海軍の5人の総裁がそれぞれ専任する体制となり、現在の閣僚のような政務の分掌が行われた。
執務時間は約4時間程度だったと言う。一般的には老中は午前10時ごろ江戸城に登城、午後2時ごろに退出した。また、老中に就任すると、西之丸下（現在の皇居外苑）に屋敷替えになることが多かった。江戸城に詰めることが多くなるため、関東周辺を領する大名家が老中などの幕府重要職に就任する例が多めであり、遠国の大名が老中就任に伴い下総国佐倉藩などの江戸により近い場所へ転封される例も多かった。逆に言えば、遠国を領している場合、幕閣特に老中として幕政参与することは難しくなる。幕閣での出世を強く望んでいた肥前唐津藩主の水野忠邦はそのために、実収入の多い唐津から、実収入は激減するが江戸により近い遠江国浜松藩への転封を画策してこれを叶え、以降幕閣で出世し老中に就任している。
老中になるためには、通常5万石以上の譜代大名という規定があった。しかし例外もあり、家禄が要件に満たなくても譜代大名であれば才能次第で老中格（ろうじゅうかく）に登用される道が開かれており、老中より一段格が落ちるものの職責はほとんど老中のそれと比べても遜色がなかった（ただし、老中奉書への連署は行わなかった）。老中格から老中になる例もあった。また、幕府の役職に就くのは不可能である外様大名家でも、願譜代（外様から譜代扱いにしてもらうこと）となり老中などの幕閣に連なった例もある。
老中就任者は前職として、側用人や京都所司代、大坂城代など将軍直属の役職から転じる例が多かった。大坂城代に任じられた大名は、それまで官位が従五位であった者は従四位下に昇任するのが通例である。さらに、京都所司代か老中に任じられると従四位下・侍従に昇任するのが通例であった。なお、従四位下以上は天皇への謁見ができる。
老中と同じ官名（○○守、○○大輔など）は、自主的に避けられた。新たな老中が就任すると、同じ官名の大廊下詰め、大広間詰め、溜間詰め以外の大名や旗本は自主的に官名を変更した。老中が老中に話しかける時は、相手の官名に「殿」を付けて呼んだ。

## 勝手掛老中
勝手掛老中が設置されたのは延宝8年（1680年）のことで、5代将軍徳川綱吉が堀田正俊（後に大老）に農政・財政などの経済部門を専管させたのが始まりであった。しかし、堀田が貞享元年（1684年）に暗殺された後、徳川吉宗が8代将軍に就任し勘定所機構の改革に着手した享保期までこの職に任命される者はいなかった。
吉宗政権下で最初に勝手掛老中に任命されたのは水野忠之で、享保7年（1722年）5月15日に就任してから老中を退任する享保15年（1730年）まで、財政再建のため年貢増徴と新田開発の2つの政策を推進した。水野の退任後、再び空席となったが、元文2年（1737年）6月14日に松平乗邑が勝手掛老中に就任。「金穀の出納を掌るべき旨仰をかうぶ」ることになった乗邑は農財政の全てを管掌することになり、関東地方御用掛の職を務めていた大岡忠相も「月番の無構（かまいなく)」（老中の月番に関わりなく）農政に関することは全て乗邑に報告するよう指示された。

## 老中支配
天保11年（1840年）の「武鑑」によれば、老中の支配は田安家、一橋家、清水家、家老衆、御側衆、高家衆、留守居、大番頭、大目付、町奉行、勘定奉行、関東郡代、勘定吟味役、作事奉行、普請奉行、小普請組支配、旗奉行、槍奉行、留守居番、交代寄合衆、表高家衆、美濃郡代、遠国役人であった。

## 歴代の幕府の老中
世子附・大御所附との区別はつけない。太字は首座経験者。▲は老中格、△は就任中に正任

### 徳川家康・秀忠時代
当時は老中制度は確立されていないため、事実上の老中と看做されるものを含む
- 大久保忠隣（1593年 - 1614年）
- 本多正信（1593年 - 1616年）
- 成瀬正成（1600年 - 1616年）
- 安藤直次（1600年 - 1616年）
- 本多正純（1600年 - 1622年）
- 大久保長安（1600年 - 1613年）
- 内藤清成（1601年 - 1606年）
- 青山忠成（1601年 - 1606年）
- 青山成重（1608年 - 1613年）
- 酒井忠利（1609年 - 1627年）
- 酒井忠世（1610年 - 1634年）
- 土井利勝（1610年 - 1638年）
- 安藤重信（1611年 - 1621年）
- 内藤清次（1616年 - 1617年）
- 青山忠俊（1616年 - 1623年）
- 井上正就（1617年 - 1628年）
- 永井尚政（1622年 - 1633年）

### 徳川家光時代
事実上の老中と看做されるものを含む
- 阿部正次（1623年 - 1626年）
- 稲葉正勝（1623年 - 1634年）
- 内藤忠重（1623年 - 1633年）
- 酒井忠勝（1624年 - 1638年）
- 森川重俊（1628年 - 1632年）
- 青山幸成（1628年 - 1633年）
- 松平信綱（△1632年 - 1662年）
- 阿部忠秋（△1633年 - 1666年）
- 堀田正盛（△1633年 - 1635年）
- 阿部重次（1638年 - 1651年）
- 松平乗寿（1642年 - 1654年）

### 徳川家綱時代
- 酒井忠清（1653年 - 1666年）
- 稲葉正則（1657年 - 1681年）
- 久世広之（1663年 - 1679年）
- 板倉重矩（1665年 - 1668年，1670年 - 1673年）
- 土屋数直（1665年 - 1679年）
- 阿部正能（1673年 - 1676年）
- 大久保忠朝（1677年 - 1698年）
- 堀田正俊（1679年 - 1681年）
- 土井利房（1679年 - 1681年）
- 板倉重種（1680年 - 1681年）

### 徳川綱吉時代
- 戸田忠昌（1681年 - 1699年）
- 阿部正武（1681年 - 1704年）
- 柳沢吉保（▲1694年 - 1709年）
- 松平信之（1685年 - 1686年）
- 土屋政直（1687年 - 1718年）
- 小笠原長重（1697年 - 1705年，1709年 - 1710年）
- 秋元喬知（1699年 - 1714年）
- 稲葉正往（1701年 - 1707年）
- 本多正永（1704年 - 1711年）
- 大久保忠増（1705年 - 1713年）
- 井上正岑（1705年 - 1722年）

### 徳川家宣・家継時代
- 間部詮房（▲1709年 - 1716年）
- 阿部正喬（1711年 - 1717年）
- 久世重之（1713年 - 1720年）
- 松平信庸（1714年 - 1716年）
- 戸田忠真（1714年 - 1729年）

### 徳川吉宗時代
- 水野忠之（1717年 - 1730年）
- 安藤信友（1722年 - 1732年）
- 松平乗邑（1723年 - 1745年）
- 松平忠周（1724年 - 1728年）
- 大久保常春（1728年）
- 酒井忠音（1728年 - 1735年）
- 松平信祝（1730年 - 1744年）
- 松平輝貞（▲1730年 - 1745年）
- 黒田直邦（1732年 - 1735年）
- 本多忠良（1734年 - 1746年）
- 土岐頼稔（1742年 - 1744年）
- 酒井忠恭（1744年 - 1749年）
- 松平乗賢（1745年 - 1746年）
- 堀田正亮（1745年 - 1761年）

### 徳川家重時代
- 西尾忠尚（1746年 - 1760年）
- 本多正珍（1746年 - 1758年）
- 松平武元（1746年 - 1779年）
- 酒井忠寄（1749年 - 1764年）
- 松平輝高（1758年 - 1781年）
- 井上正経（1760年 - 1763年）
- 秋元凉朝（1747年 - 1764年，1765年 - 1767年）

### 徳川家治時代
- 松平康福（1762年 - 1788年）
- 阿部正右（1764年 - 1769年）
- 板倉勝清（1769年 - 1780年）
- 田沼意次（△1769年 - 1786年）
- 阿部正允（1780年）
- 久世広明（1781年 - 1785年）
- 水野忠友（△1781年 - 1788年，1796年 - 1802年）
- 鳥居忠意（1781年 - 1793年）
- 牧野貞長（1784年 - 1790年）

### 徳川家斉時代
- 阿部正倫（1787年 - 1788年）
- 松平定信（1787年 - 1793年）
- 松平信明（1788年 - 1803年，1806年 - 1817年）
- 松平乗完（1789年 - 1793年）
- 本多忠籌（▲1790年 - 1798年）
- 戸田氏教（1790年 - 1806年）
- 太田資愛（1793年 - 1801年）
- 安藤信成（1793年 - 1810年）
- 牧野忠精（1801年 - 1816年，1828年 - 1831年）
- 土井利厚（1802年 - 1822年）
- 青山忠裕（1804年 - 1835年）
- 松平乗保（1810年 - 1826年）
- 酒井忠進（1815年 - 1828年）
- 水野忠成（△1817年 - 1834年）
- 阿部正精（1817年 - 1823年）
- 大久保忠真（1818年 - 1837年）
- 松平乗寛（1822年 - 1839年）
- 松平輝延（1823年 - 1825年）
- 植村家長（△1825年 - 1828年）
- 松平康任（1826年 - 1835年）
- 水野忠邦（1828年 - 1843年，1844年 - 1845年）
- 松平宗発（1831年 - 1840年）
- 太田資始（1834年 - 1841年，1863年）
- 脇坂安董（△1836年 - 1841年）
- 松平信順（1837年）
- 堀田正睦（1837年 - 1843年，1855年 - 1858年）

### 徳川家慶・家定時代
- 土井利位（1838年 - 1844年）
- 井上正春（1840年 - 1843年）
- 間部詮勝（1840年 - 1843年，1858年 - 1859年）
- 真田幸貫（1841年 - 1844年）
- 堀親寚（▲1843年 - 1845年）
- 戸田忠温（1843年 - 1851年）
- 牧野忠雅（1843年 - 1857年）
- 阿部正弘（1843年 - 1857年）
- 青山忠良（1844年 - 1848年）
- 松平乗全（1845年 - 1855年，1858年 - 1860年）
- 松平忠優（1848年 - 1855年，1857年 - 1858年）
- 久世広周（1851年 - 1858年）
- 内藤信親（1851年 - 1862年）
- 脇坂安宅（1857年 - 1860年）

### 徳川家茂・慶喜時代
- 安藤信正（1860年 - 1862年）
- 本多忠民（1860年 - 1862年）
- 松平信義（1860年 - 1863年）
- 小笠原長行（▲1862年 - 1863年，△1865年，1866年 - 1868年）
- 板倉勝静（1862年 - 1864年，1865年 - 1868年）
- 井上正直（1862年 - 1864年，1865年 - 1867年）
- 水野忠精（1862年 - 1866年）
- 酒井忠績（1863年 - 1864年）
- 有馬道純（1863年 - 1864年）
- 牧野忠恭（1863年 - 1865年）
- 松前崇広（△1864年 - 1865年）
- 阿部正外（1864年 - 1865年）
- 諏訪忠誠（△1864年 - 1865年）
- 稲葉正邦（1864年 - 1865年，1866年 - 1868年）
- 松平宗秀（1864年 - 1866年）
- 松平康英（1865年 - 1868年）
- 水野忠誠（1866年）
- 松平乗謨（▲1866年 - 1868年）
- 稲葉正巳（▲1866年 - 1868年）
- 松平定昭（1867年）
- 松平正質（▲1867年 - 1868年）
- 酒井忠惇（1867年 - 1868年）
- 立花種恭（▲1868年）

## 諸藩の老中
諸藩において、幕府における老中に相当する役職は家老というのが、一般の認識になっている。しかし実際には、家老というのは幕府の法で公式に定められた役職名ではなく、藩における役職名は各藩によって様々であった、そのため藩によっては、いわゆる家老に相当する役職を「老中」と称した場合がある。例えば、願書類の宛先が「老中」とある場合、藩の家老なのか、幕府の老中を指すのか、史料批判が必要になる。